# LGM-25C Titan II
LGM-25C Тайтен II (англ. LGM-25C Titan II, [’taɪtən] — «Титан») — міжконтинентальна балістична ракета, розроблена в США в кінці 1950-х — початку 1960-х років на основі ракети HGM-25A Titan I. Стояла на озброєнні з 1963 по 1987 рік. На її базі створені ракети-носії Titan II GLV та Titan 23G.
LGM-25C є глибокою модернізацією HGM-25A . У порівнянні з першим «Титаном» ракета здатна вивести на орбіту вдвічі більшу вагу. LGM-25C є рекордсменом серед американських МБР за вагою, що закидається, і потужності ядерного заряду — 9 мегатонн.

## Історія
Проєкт удосконаленого «Титану» був представлений компанією Glenn L. Martin у червні 1960 року під позначенням SM-68B. Ракета була в півтора раза важчою за HGM-25A, зі збільшеним діаметром другого ступеня і з подовженим першим ступенем. На ній було застосовано ракетне паливо тривалого зберігання, що значно скорочувало час — всього до 58 секунд — для підготовки пуску, і дозволяло запускати ракету безпосередньо з шахти, не піднімаючи попередньо на поверхню. Водночас, суміш аерозину і тетраоксиду діазоту є вкрай токсичною і легкозаймистою, що у разі витоку призводило до миттєвого вибуху.
Перший тестовий запуск ракети вже під позначенням LGM-25C було виконано у грудні 1961 року. Ракета була оснащена найбільшою бойовою частиною, яка коли-небудь застосовувалася на американських ракетах: W-53 потужністю 9 Мт. Близько 50 ракет LGM-25C були розгорнуті до 1963 року і склали кістяк наземних стратегічних ядерних сил до розгортання «Мінітменів».

## Конструкція
Ракета «Титан II» була, подібно до свого попередника, виконана двоступеневою, але була при рівних розмірах майже наполовину важчою; її вага у повністю заправленому стані перевищувала 150 тонн. Її двигуни працювали на комбінації аерозину-50 та тетраоксиду діазоту; обидва компоненти могли тривалий час зберігатися в баках ракети й мали високу енергетичну ефективність. Проте, паливна суміш була вкрай токсична і дуже небезпечна в експлуатації — будь-який витік міг призвести до вибуху, що спричинило руйнування як мінімум двох ракет.
Перший ступінь ракети був оснащений двокамерним ракетним двигуном «Аероджет» LR-87. Двигун розвивав тягу до 1900 кілоньютонів. Другий ступінь оснащувався двигуном «Аероджет» LR-91, що розвивав тягу до 445 кілоньютонів. На відміну від першого «Титану», обидві ступені були однакового діаметра. Паливні баки не були носійними і розміщувалися всередині ґратчастого каркаса, зовні прикритого зовнішньою обшивкою ракети.
Перша система наведення, використана LGM-25C, була розроблена компанією AC Spark Plug. Вона містила інерційний вимірювальний блок, розроблений на основі креслень MIT Draper Labs. Як автомат наведення ракети використовувався комп'ютер IBM ASC-15. Пізніше система була замінена більш сучасною DUSGS (Delco Universal Space Guidance System).
Всі розгорнуті ракети «Титан II» несли бойову частину з термоядерним зарядом W53, тротиловим еквівалентом близько 9 мегатонн. Це була найпотужніша бойова частина, колись розгорнута на американській балістичній ракеті. Через значну вагу, тільки «Титан II» міг доставити W53 на міжконтинентальні дистанції, що й визначило довголіття цієї ракети.
W53 призначалася для руйнування укріплених заглиблених споруд. Детонація бойової частини цього типу біля поверхні створювала область великих руйнувань радіусом понад 10 кілометрів; світлове та теплове випромінювання могли викликати пожежі та опіки в радіусі до 30 кілометрів. З урахуванням порівняно високої точності ракети — ймовірне кругове відхилення не перевищувало 1,5 км — «Титан II» міг бути використаний для ураження навіть таких потужних захищених споруд як Об'єкт 825ГТС в Балаклаві.

## Розгортання
У 1960-х — 1980-х ракети були розгорнуті в трьох позиційних районах: в Аризоні, Арканзасі та Канзасі (по 18 ракет). Ракети перебували на озброєнні трьох стратегічних ракетних крил — 308-го на авіабазі Літтл-Рок, штат Арканзас, 381-го на авіабазі МакКоннел, штат Канзас, і 309-го на авіабазі Девіс-Монтейн у штаті Арізона. Існував також експериментальний ескадрон на космодромі Ванденберг, який мав три пускові шахти. Планувалося розгортання ще одного ракетного крила на авіабазі Гріфінс у Нью-Йорку, але від цих планів відмовилися.
Ракети у складі крила розгорталися двома ескадронами по дев'ять ракет у кожному. Пускові шахти «Титан II» були суттєво спрощеною версією пускового комплексу «Титан I»; кожен комплекс складався із залізобетонної шахти з ракетою, з'єднаного з шахтою тунелями технічного бункера і заглибленого куполоподібного командного центру, що примикає до нього, в основі якого розташовувалися резервні дизель-генератори. Запуск ракети здійснювався прямо з шахти гарячим стартом; тобто двигуни першого ступеня запалювалися всередині шахти.
Кількість «чергових» LGM-25C за роками:
- 1963 — 56
- 1964 — 59
- 1965 — 59
- 1966 — 60
- 1967 — 63
- 1968 — 59
- 1969 — 60
- 1970 — 57
- 1971 — 58
- 1972 — 57
- 1973 — 57
- 1974 — 57
- 1975 — 57
- 1976 — 58
- 1977 — 57
- 1978 — 57
- 1979 — 57
- 1980 — 56
- 1981 — 56
- 1983 — 53
- 1984 — 43
- 1985 — 21
- 1986 — 9

Ракети «Титан II» були єдиним типом рідиннопаливних МБР на озброєнні ВПС США після 1965 року. Їх збереження на озброєнні було пов'язане з тим, що тільки «Титан II» могли нести надважкі термоядерні бойові частини W-53, еквівалентом 9 мегатонн. Ці гігантські боєголовки призначалися для поразки особливо захищених цілей, на кшталт бункерів командування, баз підводних човнів та подібних укріплених споруд. Ракети «Мінітмен», хоч і дешевші та простіші в експлуатації, не могли нести бойові частини еквівалентом понад 1,5 мегатонни. В результаті, 60 присутніх на чергуванні «Титан II» несли загальний мегатоннаж у 540 мегатонн — або майже 40 % загального мегатоннажу на всіх МБР ВПС США.
У 1970-х з ракетами LGM-25C відбулися два великі інциденти, викликані швидкопсувною ізоляцією і витоком палива. 19 вересня 1980 року стався вибух МБР Titan II в Арканзасі, катастрофа, яка лише дивом не призвела до тяжких наслідків. Лише з липня 1982 року ракети стали знімати з чергування. Остання була виведена із шахти 5 травня 1987 року. Всі ракети зберігаються на авіабазі Девіс-Монтен в Арізоні .
На основі LGM-25C були розроблені ракети-носії Titan II GLV і Titan 23G, які використовувалися в НАСА, зокрема в програмі Джеміні.